# Teoria del crèdit (monetari)

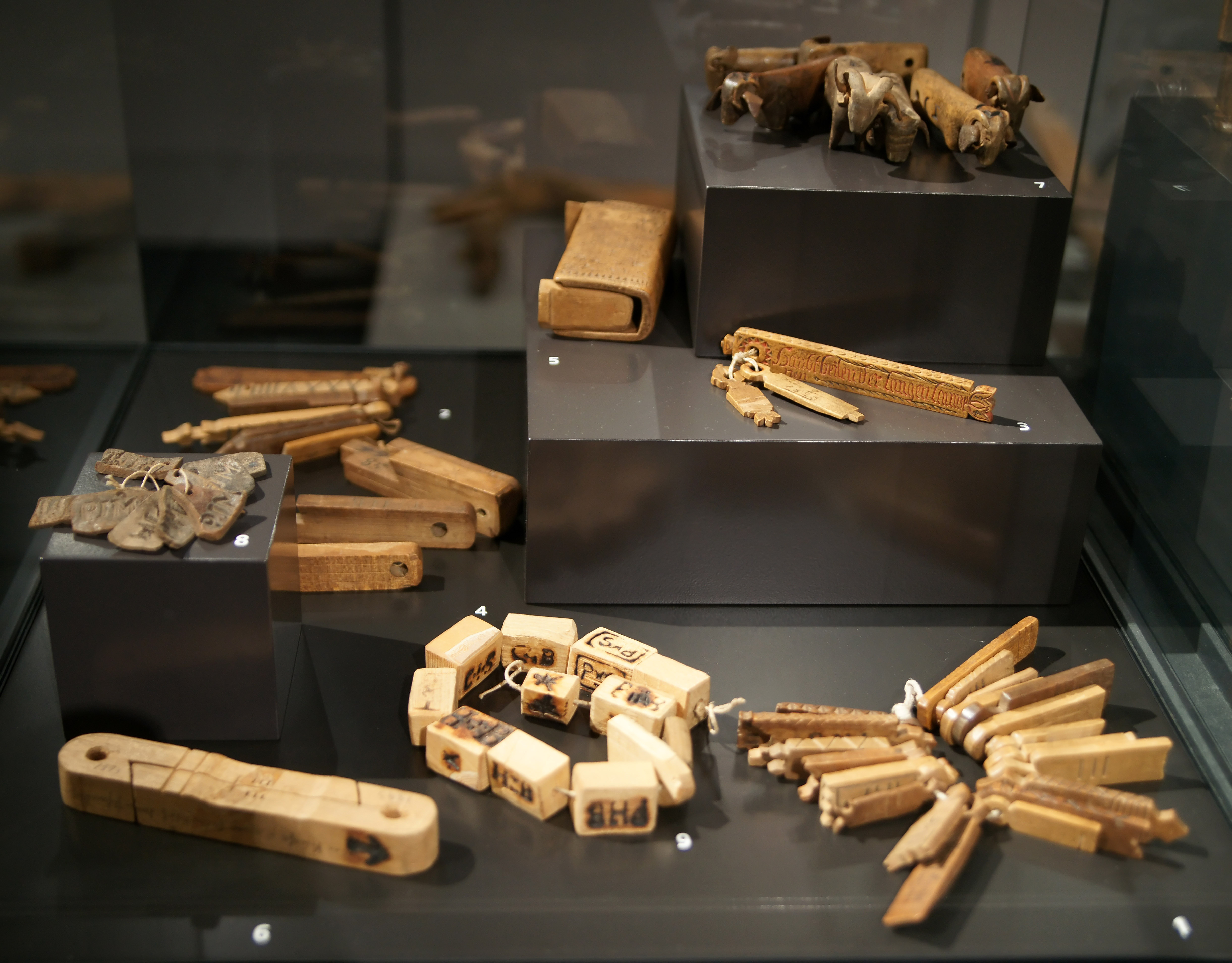
Fitxes usades antigament per portar els comptes, fetes en fusta, que es conserven al Museu Alpí suís. Elements similars poden haver estat utilitzats en sistemes econòmics basats en el deute que eren anteriors a l'ús de monedes.

Les teories de crèdit monetari (també conegudes com a teories del deute) versen sobre la relació entre el crèdit i el diner. L'economista Alfred Mitchell-Innes, emfasitzava d'alguna forma que diners i deute/crèdit són la mateixa cosa, encara que observats de punts de vista diferents. La teoria afirma que la naturalesa essencial del diner és el crèdit (deute), com a mínim en períodes on el diner no té el suport d'un bé com és l'or. Dues tendències típiques de pensament dins d'aquestes teories són la idea que el diner és originat com a unitat de compte pel deute, i la idea que creació de diner implica la creació simultània de deute. Alguns proponents de teories del crèdit del diner argumenten que és millor entendre el diner com deute fins i tot en els sistemes que tracten els diners com una mercaderia-article. Altres són de l'opinió que el diner s'equipara a crèdit només en un sistema basat en fiat diners, on argumenten que totes les formes de diner poden ser considerades com formes de crèdit, incloent-hi els diners en efectiu.
La primera "Teoria del crèdit monetari" formal va aparèixer al segle xix. L'antropòleg David Graeber ha argumentat que durant la major part de la Història, el diner ha estat àmpliament entès com essent la representació del deute, encara que Graeber admet que anteriorment a l'era moderna hi ha hagut diversos períodes amb altres teories com la que diu que el valor del diner deriva del seu poder per l'adquisició d'articles.

## Tendències
Segons Joseph Schumpeter, el primer defensor que es coneix d'una teoria de crèdit monetari va ser el conegut filòsof Plató. Schumpeter descriu el Metal·lisme (la riquesa ve determinada per l'acumulació de metalls preciosos) com la segona de les "dues teories fonamentals del diner", afegint que el primer defensor del metal·lisme va ser Aristòtil. El pensador modern que primer va formular una teoria de crèdit monetari va ser Henry Dunning Macleod, amb els seus treballs al segle xix, especialment amb la seva obra "La Teoria del Crèdit" (1889).
Els treballs de Macleod varen ser desenvolupats per Alfred Mitchell-Innes en els seus articles What is Money? (Què és el diner?) (1913) i The Credit Theory of Money (La Teoria del Crèdit del Diner) (1914), on va argumentar contra la visió llavors convencional dels diners que sorgeixen com a mitjans per millorar la pràctica de permuta. En aquest punt de vista, el comerç i els impostos van crear obligacions entre parts que eren formes de crèdit i deute. Dispositius com els pals de compte van ser usats per registrar aquestes obligacions i llavors esdevenien instruments negociables que així podien funcionar com diner. Tal com Innes ho descriu al seu article de 1914:
| « | La Teoria del Crèdit és això: que una venda i compra és l'intercanvi d'una mercaderia pel crèdit. D'aquesta teoria principal en surt que el valor de crèdit o diners no depèn sobre el valor de cap metall o metalls, sinó del dret que el creditor adquireix sobre el "pagament", és a dir, el que se satisfà pel crèdit, i l'obligació del deutor de "pagar" el seu deute i, per tant, en el dret del deutor per alliberar-se del seu deute per qui ofereix un deute equivalent al que es deu al creditor i l'obligació del creditor d'acceptar aquesta oferta per satisfer el seu crèdit. | » |

Innes prossegueix fent notar que un problema important és aconseguir que el públic entengui fins quina extensió els sistemes monetaris es basen en el deute fent-los entendre que "les coses no són de la manera que semblen." 
Una Teoria sobre la quantitat en el Crèdit va ser formulada l'any 1992 per Richard Werner, en la qual la creació de crèdit és desagregada formant crèdit per PIB i no-PIB (circulació financera). Aquesta formulació es comprova empíricament en un model de mesures econòmiques (series en el temps) i resulta ser superior a les tradicionals teories alternatives. Werner va trobar que la creació de crèdit pels bancs en transaccions causava estadísticament el creixement del PIB nominal, mentre que la creació de crèdit per transaccions financeres explica els preus dels actius i les crisis bancàries.
El llibre 'New Paradigm in Macroeconomics' (Palgrave Macmillan, 2005) escrit per Richard Werner, presenta una teoria del crèdit monetari fàcil d'entendre i amb una comprovació empírica, incloent-hi la Teoria de la Quantitat en el Crèdit i propostes normatives per tractar d'evitar les crisis bancàries recurrents la forma d'estimular l'economia després de severes crisis bancàries (fent ús del concepte normatiu de Werner d'expansió quantitativa el qual va proposar al Japó l'any 1994, i que és definit en el veritable esperit de la 'teoria de crèdit monetari' com una expansió en la creació de crèdit per transaccions dins el PIB. L'anàlisi històrica de Werner presenta una visió històrica dels diners en crèdit, remuntant-ho a l'antiga Mesopotàmia.
En el seu llibre: 'Debt: The First 5000 Years', l'antropòleg David Graeber va afirmar que la millor evidència disponible suggereix que els sistemes monetaris originals es basaven en el deute, i que la major part dels subsegüents sistemes també ho han estat. Les excepcions varen presentar-se en els períodes en què els diners se sostenien en lingots (com passa quan l'estàndard és l'or) i la relació entre diner i deute era menys clara, com passa amb l'patró or. Graeber recorda als teòrics anteriors com Innes al dir que durant aquests períodes la percepció que tenia la població era que els diners deriven el seu valor dels metalls preciosos dels quals es feien les monedes, però que fins i tot en aquests períodes el diner és entès de forma més exacta com deute. Graeber declara que les tres funcions principals del diner són per actuar tant com: un medi de canvi; una unitat de compte; i un dipòsit de valor. Graeber opina que des del temps d'Adam Smith, els economistes han tendit per emfasitzar que els diners són medi de canvi. Per Graeber, quan en el seu inici els diners varen aparèixer, el seu propòsit primari era per actuar com a unitat de compte, per significar deute. Ell opina que les monedes es crearen al principi com fitxes per representar una unitat de compte més que ser una quantitat de metall preciós, que podria ser usat en intercanvis.
Philip Coggan, comentarista sobre economia, manté que el sistema monetari mundial actual esdevenia basat en el deute després que Nixon, essent president dels EUA, va suspendre l'enllaç entre diners i or durant l'any 1971. Aquest comentarista indica que "en l'actualitat, el diner és deute i el deute és diner". Des del 'xoc' imposat per Nixon el 1971, cada cop més la creació de deute i la creació dels diners tenien lloc simultàniament. Aquesta creació simultània de diners i deute ocorre com a característica de "la reserva fraccionària bancària." Després que un banc comercial aprova un préstec, és capaç de crear la quantitat corresponent de diners, el qual és llavors adquirit pel prestatari juntament amb una quantitat similar de deute. Coggan segueix dient que els deutors sovint prefereixen sistemes monetaris basats en moneda legal pel damunt de productes sobre el patró or, perquè l'anterior tendeix a permetre volums molts més alts de diners que circulin en l'economia, i tendeixen a ser més expansius. Això fa que els deutes siguin més fàcils a retornar. Coggan fa referència al discurs (segle xix) de Bryant, de títol la Creu d'Or, com un dels primers grans intents per debilitar l'enllaç entre l'or i els diners; digué que l'anterior candidat a la presidència dels EUA intentava expandir la base monetària en els interessos dels pagesos, que en aquells temps sovint eren forçat a la fallida. Tanmateix Coggan també diu que el deute excessiu que pot ser creat en un sistema basat en deute monetari pot acabar perjudicant totes les àrees de la societat, incloent-hi els deutors.
En un document de l'any 2012 l'economista teòric Perry Mehrling anota que el que es considera generalment com a diner sovint pot ser vist com a deute. Postula una jerarquia de valors amb l'or al cap d'amunt, seguit de la moneda, després els dipòsits i finalment valors mobiliaris. En la part inferior de la jerarquia, és fàcil veure el valor com el deute d'algú altre.Un document posterior (any 2012) de Claudio Borio del BIS (Bank for International Settlements) va proposar el cas que són els préstecs el que augmenta els dipòsits, més que a l'inrevés.
En un llibre que Fèlix Martin va publicar (juny del 2013), s'argumentava que les teories del diner basades en el crèdit són correctes, citant els anteriors treballs de Macleod: "la moneda ... representa deute transferible i res més". Martin anota que és difícil per les persones habituals entendre la naturalesa del diner, perquè el diner ocupa una part central a la societat, i al·ludeix al proverbi xinès que "Si vols saber com és l'aigua, no li preguntis al peix."

## Les al·legacions
La concepció que el diner és essencialment equivalent al crèdit o al deute ha estat utilitzat durant molt de temps pels que defensen unes particulars reformes del sistema monetari i també pels comentaristes quan demanaven respostes en política monetària per fer front a esdeveniments com la crisi financera dels anys 2007/2008. Una opinió força generalitzada, mantinguda des de totes les opinions polítiques, és que el diner es pot equiparar amb el deute en el context del sistema monetari contemporani. L'opinió que el diners és equivalent a deute, fins i tot en sistemes basats en diner entès com a mercaderia, acostuma a ser la dels que són a l'esquerra de l'arc polític. Independentment de la comprensió que qualsevol comunitat tingui sobre teories de crèdit, les reformes actuals proposades pels defensors de diferents orientacions polítiques són sovint diametralment oposades.

### Justificació per retornar a un sistema basat en el 'patró or' o en un de similar
Els seguidors de les directives de l'Escola austríaca o els que segueixen la perspectiva lliberal sostenen sovint que, en el nostre sistema monetari actual, el diner és equivalent a deute però que això és inherentment disfuncional i no-equitatiu. Han utilitzat aquest argument per confirmar la visió que fora millor per controlar la banca de reserva fraccionària (que és el motor del sistema actual monetari basat en el deute) i retornar a un patró or, a una altra forma de diners com mercaderia, o com a mínim a un sistema monetari on els diners tenen valor inherent i no es basen en deute.
En la primera meitat de la dècada 1970, un retorn a un sistema ancorat en l'or va ser defensat per països creditors rics incloent França i Alemanya. Tanmateix i repetidament, aquest retorn ha estat defensat pels lliberalistes, que tendeixen a veure els diners-mercaderia (monedes fetes amb algun metall) com molt preferible a lesemissions de diner fetes pel govern. Des de la Crisi del 2008 i l'augment ràpid en el preu de l'or que aviat el va seguir, un retorn a un 'patró-or' sovint ha estat defensat pels seus entusiastes.

### Arguments contraris al 'patró-or'
En els punts de vista centristes i d'ala esquerra, les teories de crèdit sovint s'han oposat al patró or mentre era encara en efecte, refusant la seva re-instauració. El document d'Innes (de l'any 1914) n'és un exemple inicial.

### Defensa d'una política monetària expansiva
Vist des d'una perspectiva moderada i dominant, Martin Wolf ha argumentat que d'ençà que la majoria de diner, en el nostre sistema contemporani dual, ja es crea amb deute per part dels bancs privats, no hi ha cap raó per oposar-se a creació de diners pels Bancs Centrals per tal de donar suport a una política monetària com la d'Expansió Quantitativa. En opinió de Wolf, l'argument contra l'Expansió Qualitativa en base en què crea deute, és superada pels beneficis potencials en ocupació i creixement econòmic, i perquè l'augment en deute seria provisional i fàcil de revertir.

### Defensa de la condonació del deute
Arguments per la condonació del deute se n'han fet sempre per persones de totes les orientacions polítiques; com a exemple, l'any 2010, Hugh Hendry, conseller sobre 'fons d'inversió lliure', decididament partidari dels mercats lliures, va argumentar a favor d'una anul·lació parcial del deute de Grècia com a part de la solució a la crisi de l'Euro. Però generalment, els defensors de les condonacions de deute senzillament indiquen que els deutes que són massa elevats amb relació a l'habilitat dels deutors al seu reintegrament, però no fan cap referència a un deute basat en cap teoria del deute. Les excepcions inclouen a David Graeber, qui amb una perspectiva radical, ha utilitzat teories de crèdit de diner per argumentar contra recents tendències per forçar els reintegraments de deute, com s'ha fet en sentències als EUA. Graeber també ha argumentat en contra de l'aplicació excessivament entusiasta de la visió que el pagament dels deutes propis és importantíssim en termes morals, i ha proposat un estil 'per decret'.

## Relació amb altres teories sobre el diner
Les teories del deute de diner entren en una categoria més ampla que suposa que la creació monetària és endògena.
Històricament, les teories del deute de diner accepten que, en el seu origen, els diner és un instrument en poder de l'Estat i s'oposen al concepte que el diner es basa en el poder de compra de béns. Això en gran part és cert en l'actualitat, especialment en les opinions generalment d'aquells que són a l'esquerra de l'espectre polític. Contràriament, en les doctrines amb perspectiva lliberalista conservadora, sostingudes des de finals del segle XX i al XXI, les teories del deute són sovint compatibles amb la teoria de quantitat de diners i amb el metal·lisme (el valor del diner es basa en lingots de metall preciós), com a mínim quan el metal·lisme és acceptat en termes generals.